# The Key (film, 1934)
Pour plus de détails, voir Fiche technique et Distribution.
The Key est un film américain réalisé par Michael Curtiz, sorti en 1934.

## Synopsis
Le capitaine Bill Tennant est un officier britannique en poste à Dublin en 1920. Il a eu un rendez-vous d'un mois avec Norah, la femme de son ami, l'officier du renseignement britannique, le capitaine Andrew Kerr, il y a trois ans avant que Norah et Andy ne se rencontrent. La première mission de Tennant est de capturer un membre notoire du Sinn Féin, Peadar Conlan. Sa première tentative est un échec et Kerr reçoit l'ordre de relever Tennant du jour au lendemain. Norah est effrayée par sa mission et supplie son mari de ne pas y aller. Après le départ de Kerr, nous voyons un flash-back sur le moment où Tennant et Norah étaient impliqués, plusieurs années auparavant.
Kerr mène la recherche de Conlan. Il le trouve et le capture. Lorsqu'il rentre chez lui, très tard, Norah est encore debout et toujours habillé. Tennant est également là et insiste "Nous devons lui dire." Norah dit que c'est à elle de le faire, renvoie Tennant et dit à son mari "Oui". Elle rappelle à son mari qu'il a toujours su qu'il y avait eu quelqu'un d'autre. Ce quelqu'un était Tennant, et la passion qu'elle croyait révolue depuis longtemps a éclaté lors de cette réunion. Kerr se précipite, malgré ses supplications qu'il sera tué; il dit que cela pourrait résoudre leurs deux problèmes. Tennant le voit partir et intercepte une Norah désemparée pour demander où Kerr se dirige; Bill promet de le retrouver.
Conlan est condamné à la pendaison par l'armée britannique. Peu de temps après, Kerr est repéré et suivi jusqu'à un pub où il est pris en embuscade et enlevé par des hommes et des femmes qui attendent dans la ruelle. Lorsque Tennant arrive au poste militaire le lendemain matin, il y trouve Norah qui attend des nouvelles de son mari. Elle lui dit qu'une partie d'elle est sortie avec Kerr. Son amour pour Tennant était un rêve romantique : il est "juste trois ans trop tard". Un messager arrive du Sinn Féin. Il prétend être un pacificateur et dit au général que Kerr sera libéré si Conlan l'est. Mais le général lui dit que Conlan sera pendu à 6 heures du matin le lendemain matin. Norah supplie le général de se conformer, mais le général refuse.
Tennant suit le représentant du Sinn Féin et essaie de négocier la vie de Kerr, mais on lui dit que rien ne fera l'affaire sauf la libération de Conlan. Il retourne au QG et, contre les ordres, entre dans le bureau du général, s'introduit par effraction dans son bureau et forge une décharge pour Conlan. A 3 heures du matin, à l'extérieur de la prison, une foule de personnes est à genoux en train de prier. Les ravisseurs de Kerr l'ont libéré. Le lendemain matin, la ville célèbre la libération de Conlan et les Britanniques organisent une chasse à l'homme pour Conlan. Le faux de Tennant est découvert et Kerr est bouleversé de découvrir que son ami s'est suicidé pour le libérer. En dehors du QG, Tennant dit à Kerr que Norah a été amoureuse d'un souvenir glamour mais que revoir Tennant a tué toute la romance pour elle et lui a fait réaliser qu'elle aime vraiment son mari. Tennant se présente au général, sachant qu'il purgera au moins trois ans de prison. 
En état d'arrestation, Tennant est chassé à travers la foule en liesse sous le regard des Kerrs.

## Fiche technique
- Titre : The Key
- Réalisation : Michael Curtiz
- Scénario : Laird Doyle d'après la pièce de R. Gore Brown et J.L. Hardy
- Costumes : Orry-Kelly
- Photographie : Ernest Haller
- Montage : Thomas Richards
- Société de production : Warner Bros.
- Pays d'origine : États-Unis
- Format : Noir et blanc - 1,37:1 - Mono
- Date de sortie : 1934

## Distribution
- William Powell : Capitaine Bill Tennant
- Edna Best : Norah Kerr
- Colin Clive : Capitaine Andrew  Kerr
- Hobart Cavanaugh : Homer
- Halliwell Hobbes : Général C.O. Furlong
- Donald Crisp : Peadar Conlan
- J.M. Kerrigan : O'Duffy
- Henry O'Neill : Dan
- Arthur Treacher : Lt. Merriman
- Arthur Aylesworth : Kirby
- Gertrude Short : Evie
- John Elliott : Padre
- Eddie Fetherston : Man with Dan
- Aggie Herring : Fleuriste
- Anne Shirley : Fleuriste
- Robert Homans : Patrick, le barman
- Charles Irwin : maître de cérémonie
- Wyndham Standing : officier
- Dorothy Vernon : femme dans la rue
- Mary MacLaren : femme dans la rue
- Olaf Hytten